# Leonard Frey
Leonard Frey (4 septembre 1938 – 24 août 1988) est un acteur américain. Il est nommé pour l'Oscar du meilleur acteur dans un second rôle pour son rôle dans le film musical de 1971 Un violon sur le toit. Il fait ses débuts sur scène dans une production Off-Broadway de Little Mary Sunshine et est nommé pour le Tony Award du meilleur acteur dans une pièce pour The National Health.

## Carrière
Leonard est né à Brooklyn, New York. Après avoir fréquenté le James Madison High School à Brooklyn, il étudie l'art à Cooper Union, avec l'intention de devenir peintre, puis passe au métier d'acteur à la Neighborhood Playhouse sous la direction du coach de théâtre Sanford Meisner, et poursuit ses études une carrière dans le théâtre.
Il est remarqué par la critique en 1968 pour sa performance dans le rôle d'Harold dans The Boys in the Band de off-Broadway. Il apparait avec le reste de la distribution originale dans le film The Boys in the Band de 1970, réalisé par William Friedkin.
Leonard est nommé pour un Tony Award en 1975 en tant que meilleur acteur vedette dans une pièce de théâtre pour sa performance dans « The National Health ». D'autres crédits de scène comprenaient des reprises de "Le temps de votre vie" (1969), "Mendiant à cheval" (1970), "Twelfth Night" (1972). ) et L'homme qui est venu dîner (1980). Il joue également Clare Quilty dans la comédie musicale de Alan Jay Lerner Lolita, My Love jouée à Broadway en 1971.
Il est aussi nommé pour l'Oscar du meilleur acteur dans un second rôle pour son interprétation du tailleur Motel dans le film de Norman Jewison de 1971 Un violon sur le toit (il est apparu dans la production musicale originale de Broadway dans le rôle de Mendel, le fils du rabbin). Il joue aussi des rôles dans "The Magic Christian" de Joseph McGrath (1969) avec Peter Sellers, Ringo Starr, John Cleese et Richard Attenborough, "Dis-moi que tu m'aimes, Junie Moon" (1970), " 'Where the Buffalo Roam (1980), Up the Academy (1980), et Tattoo (1981).
A la télévision, il apparait dans "Hallmark Hall of Fame" ; Centre médical; Mission : Impossible ; Huit suffit; Quincy, ME; Hart to Hart; Barney Miller (épisode de 1975 : « The Escape Artist » et épisode de 1980 : « Vanished », partie 2) ; Moonlighting; Le meurtre qu'elle a écrit; et la mini-série « Témoignage de deux hommes », ainsi qu'un rôle de co-vedette dans le rôle du méchant Parker Tillman dans la comédie western de courte durée d'ABC « Le meilleur de l'Ouest », et Raymond Holyoke sur Mr. Smith, qui dure 13 épisodes sur NBC à l'automne 1983. Il apparait également en tant que panéliste dans les jeux télévisés Match Game-Hollywood Squares Hour, Body Language et Super Mot de passe.
Dans l'épisode "The Mary Tyler Moore Show" intitulé "Ted Baxter's Famous Broadcaster's School", diffusé le 22 février 1975 Frey a joué le rôle de "The Student". Le dernier rôle de Frey est Walter Witherspoon dans le téléfilm Bride of Boogedy.

## Mort
Frey, qui est gay, est décédé à 49 ans des complications du SIDA à New York le 24 août 1988, 11 jours avant son 50e anniversaire.

## Filmographie
- 1963 : The Fat Black Pussycat
- 1966 : Finnegan's Wake : Celebrant
- 1969 : The Magic Christian : Avec Peter Sellers, Ringo Starr, Christopher Lee, Roman Polanski, etc.
- 1970 : The Boys in the Band : Harold
- 1970 : Tell Me That You Love Me, Junie Moon : Guiles
- 1971 : Un violon sur le toit (Fiddler on the Roof) de Norman Jewison : Motel
- 1980 : Where the Buffalo Roam d'Art Linson : Desk Clerk
- 1980 : Up the Academy : Keck
- 1981 : Tattoo de Bob Brooks : Halsey
- 1982 : The Sound of Murder